# Регионална библиотека „Светослав Минков“
Регионална библиотека „Светослав Минков“ в гр. Перник е най-голямото документално книгохранилище, основен справочно-библиографски, краеведски и информационен център на територията на Пернишка област. Създадена е през 1955 г. като масова градска библиотека.
През 1983 г. е удостоена с орден „Кирил и Методий“ I ст. и наименувана на името на големия български писател Светослав Минков. Фондът на библиотеката е около 292 000 библиотечни единици. От 2006 г. придобива статут на регионална библиотека. През последните години библиотеката се утвърждава като център за информация и услуги за цялата местна общност, за социална и бизнес – информация, за общинска информация, консултантски център за обучение и работа с нови информационни и комуникационни технологии, обществен посредник при осъществяване на електронната комуникация между гражданите, бизнес – организациите и администрацията.

## Структура
- Заемна за възрастни
- Обща читалня
- Отдел Краезнание
- Справочно-библиографски отдел
- Отдел Изкуство
- Детски отдел
- Отдел Комплектуване, обработка и каталози
- Методичен отдел
- Филиал Изток